# سد جيلجل جيب الثالث
سد جيلجل III هو سد تحت الإنشاء، ذو ارتفاع مساوي 243 متراً. ومبني من نوع خاص من الخرسانة. ومُرفق به محطة لتوليد الطاقة الكهرومائية على نهر أومو في أثيوبيا. عند الانتهاء منه سيكون أكبر محطة لتوليد الطاقة الكهرومائية في أفريقيا. وذلك بإنتاج طاقة مساوية ل 1870 ميجاوات، وبالتالي سيكون ذلك أكثر من مضاعفة إجمالي القدرة المركبة في إثيوبيا منذ عام 2007، والتي هي 814 ميجاوات. السد الثالث سيكون جزءاً من الشبكة، ومن سلسلة السدود القائمة بما في ذلك جيلجل جيب 1، 184 ميجاوات، وجيلجل جيب 2، 420 ميجاوات، وكذلك المخطط لجيلجل جيب 4، 1472 ميجاوات، وجيلجل جيب5، 560 ميجاوات. تعود ملكية السدود القائمة، وإدارتها وتشغيلها الدولة الإثيوبية، متمثلة في مؤسسة الطاقة الكهربائية، والتي هي أيضاً عميلة للسد جيلجل جيب 3 الكهرومائي.
اعتبارا من أكتوبر عام 2013، ووفقا لشركة المشروع، تم الانتهاء من 75٪ من التنفيذ مع عدم تحديد ميعاد انتهاء المشروع. بالرغم من أن في مايو 2012، كان من المقرر انتهاء التكليف الكامل لشهر يونيو 2013. الجماعات البيئية المحلية والدولية توقعت آثار بيئية سلبية كبرى كما انتقدت الآثار الاجتماعية للسد ووصفت تقييم الأثر البيئي والاجتماعي للمشروع بأنه «غير كافي». بسبب هذا، واتهامات بأن عملية الموافقة برمتها للمشروع كان مشتبهاً بها، وأن التأمين الكامل  لتمويل تكاليف البناء كان مشكوكاً به ولم يتم بعد، فقد تأخر بنك التنمية الأفريقي بإصدار قراراً بشأن القرض الممنوح بحجة انتظار مراجعة آثار السد البيئية وتأثيره من خلال وحدة المراجعة والامتثال والوساطة والتي قبلت في أغسطس 2009 نداءً من المنظمات غير الحكومية لمثل هذه المراجعة.
في آب أغسطس 2010، تعهد رئيس الوزراء الإثيوبي ميليس زيناوي بإكمال السد «بأي ثمن»، ورد على ناقدي بناء السد بـ«انهم لا يريدون أن يروا أفريقيا متقدمة؛ يريدون منا أن تبقى متخلفة وفي المؤخرة لخدمة سياحهم على نحو كوننا متحف».